# Cyclocephala pasadenae
Cyclocephala pasadenae är en skalbaggsart som beskrevs av Thomas Casey 1915. Cyclocephala pasadenae ingår i släktet Cyclocephala och familjen Dynastidae. Utöver nominatformen finns också underarten C. p. mexica.